# 台灣鳳蝶
臺灣鳳蝶（学名：Papilio thaiwanus），台灣特有種蝴蝶，又名渡邊鳳蝶、臺灣藍鳳蝶，为鳳蝶科鳳蝶屬下的一个种。

## 特徵概要
展翅約80-100mm，前翅輪廓較修長。雄蝶雙翅背面帶藍黑色光澤，腹面後翅有朱紅色斑紋；雌蝶背面色調較暗淡，後翅中央帶白色斑塊。幼蟲寄主以柑桔科的飛龍掌血、食茱萸或樟科植物為主。多分布於低中海拔山區，活動於四至九月間。

## 圖片

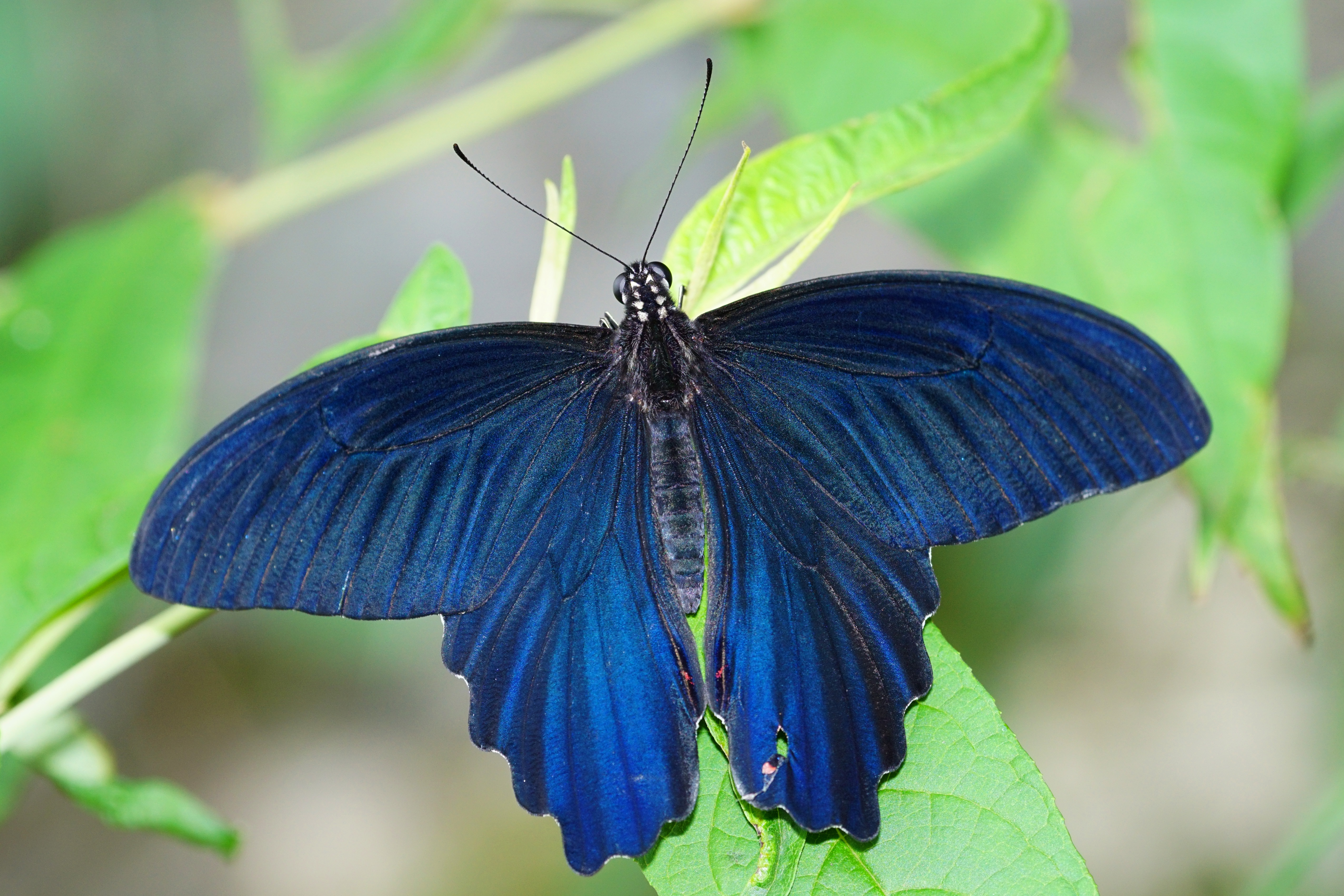
雄蝶背面
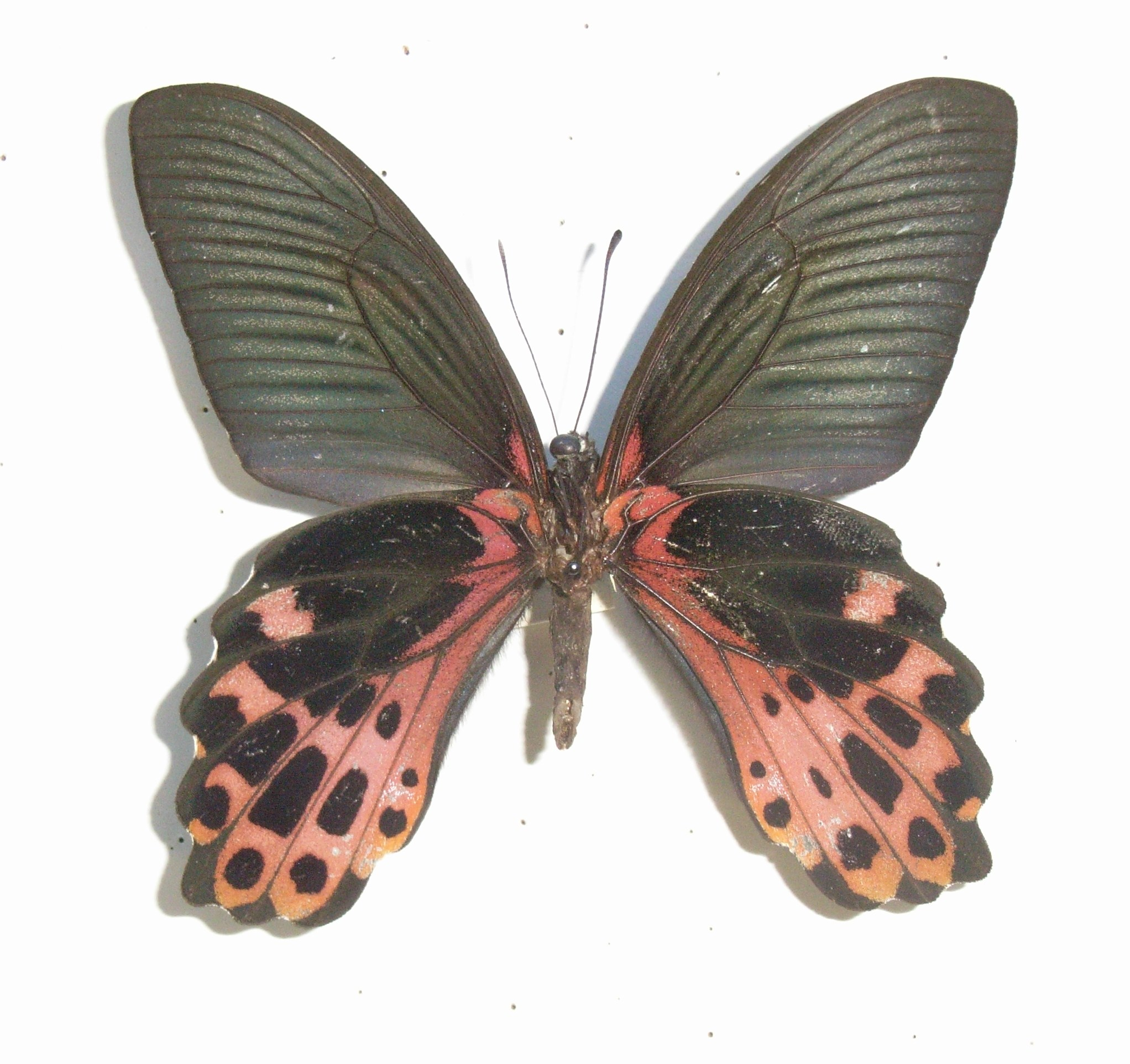
雌蝶標本

## 參閱
- 曙鳳蝶：後翅斑點略為相似，又俗稱西瓜鳳蝶